# Stefan Gesell
Stefan Gesell (* 18. April 1959 in Marktschorgast bei Kulmbach) ist ein deutscher Fotograf und Fotokünstler. Er lebt und arbeitet heute in München.

## Leben
Nach der Schulausbildung widmete sich Gesell dem Zeichnen, so z. B. als Comiczeichner. Im Jahre 2004 begann er mit der digitalen Bildbearbeitung.
Seine Bildideen kommen nach eigener Aussage u. a. aus seinen Träumen, die er unmittelbar notiert, um sie später am Set und in Photoshop zu verarbeiten. Gesell schuf eine Vielzahl Titelbilder, so z. B. für das MARS CQ sowie die Fotos für das Booklet der Audio-CD "Zombieland" der Band „Megaherz“

## Ausstellungen
- 2006 City-/Atelier Kinos München
- 2006 Kunstkaufhaus München
- 2006/2007 Aktwelten, Banana Building/Pirmasens mit Vernissage
- 2015 Naïa Museum, Rochefort-en-Terre, Frankreich

## Publikationen
- Max Winter (Hrsg.): Stefan Gesell Photography. München, 2005, ISBN 978-3-9810583-0-7.
- Stefan Gesell: Kamikaze Girls. Edition Skylight 2011, deutsch/englisch, ISBN 978-3-03766-614-2.
- Max Winter (Hrsg.): IGNITION. ISBN 3-9810583-1-3.
- Stefan Gesell: BLACK BOOK. Volume I/ 2008.

## Auszeichnungen (Auswahl)
- 2006, 2007, 2008, 2009, 2010, 2012, 2013: Goldmedaillen des international Trierenberg SUPER CIRCUIT
- 2007, 2012, 2013: Silber- und Bronzemedaillen des  international Trierenberg SUPER CIRCUIT
- 2012: Silbermedaille, Bereich "DIGITAL IMAGES GENERAL " des international Trierenberg SUPER CIRCUIT
- 2012: Goldmedaille, Bereich "UNUSUAL" des  international Trierenberg SUPER CIRCUIT
- 2102 Goldmedaille, Bereich "COLOUR ECSTASY " des  international Trierenberg SUPER CIRCUIT
- 2011: Goldmedaille, AUSTRIAN SUPER CIRCUIT